# Veľké Slemence
Veľké Slemence (em húngaro:  Nagyszelmenc) é uma localidade e município do Distrito de  Michalovce na Região de  Košice, na parte mais oriental da Eslováquia, no limite com a Ucrânia. Tem 9,97 km² de área e sua população em 2018 foi estimada em 567 habitantes.

## História
Os primeiros documentos que temos da localidade datam de 1332 e fazia parte do Reino de Hungria, sendo que a sua população era húngara na sua esmagadora maioria. Daí que o seu nome fosse o de Szelmenc. A desintegração do império austro-húngaro fez com que como resultado do Tratado de Trianon fosse entregue a Checoslováquia, formando parte da Ruténia Transcarpática se bem que a ocupação do território já era efectiva desde 1919. Desta data até à Primeira Arbitragem de Viena, em 1938, recebeu o nome de Slemence, na sua forma eslovaca, mas o irredentismo húngaro, que aspirava a recuperar os territórios perdidos na Grande Guerra fez com que houvesse novas mudanças nas linhas de fronteira por forma a integrar boa parte dos magiares que tinham ficado fora dos limites do Reino da Hungria. 
A invasão da Wehrmacht por considerar que o governo húngaro não estava a colaborar suficientemente com a Alemanha nazi e depois a invasão soviética do Exército Vermelho da região da Transcarpácia e da Hungria levaram a um acordo entre o governo da Checoslováquia e a União Soviética em 1945 pelo qual a Transcarpácia acabaria por ficar integrada na RSS da Ucrânia. A nova fronteira passava por Slemence, sendo que a localidade seria repartida entre Eslováquia (2/3) e Ucrânia (a terceira parte restante) por simplesmente dividi-la em duas partes, algo que não era muito difícil já que a vila é na realidade uma grande rua orlada por casas a um e ao outro lado.  A partir desse momento a localidade passou a ter uma dupla denominação, segundo o país: Veľké Slemence (Grande Slemence), na Eslováquia, e Малі Селменці,  Mali Slemenci, (Pequeno Slemenci), na Ucrânia.
De início os locais não acreditavam ser verdade o estabelecimento da fronteira até 1946 quando a casa pela qual ia passar a linha de demarcação foi demolida com todos os outros objectos que estavam situados no caminho e uma estacada de 6 metros com torres de vigilância e patrulhas de fronteira foram instaladas. Durante os sessenta anos seguintes a passagem entre ambas as duas partes da localidade estava estritamente interdita. Na época soviética, uma pessoa que quisesse visitar os seus parentes do outro lado devia viajar até a vizinha cidade de Uzhhorod, situada a 13 km para obter um visto, o qual nem sempre era garantido. Depois, se o visto era concedido, devia viajar 80 km para Sul, para poder passar a fronteira com a Checoslováquia, tendo de voltar no mesmo dia para sua casa. Isto fazia praticamente impossível uma visita que demorava pelo menos um mês e entre 160-200 km só de ida para um percurso que podia fazer-se facilmente se não houvesse fronteiras a pé não distando mais do que de 3 a 500 m do limite fronteiriço. Falar alto ou gritar foram algumas ideias que encontraram os locais para comunicar com os seus parentes e amigos, mas isso resultou em serem penalizados pelas autoridades de ambos os lados da raia, pelo que tiveram de procurar novas soluções imaginativas como notícias em forma de canções, cantadas alto perto da fronteira, discussões, enviar mensagens, etc.
A queda da Cortina de Ferronão significou o alívio imediato da situação a causa da burocracia e da negligência da administração. De facto, ainda em 2003 a fronteira não estava aberta, mas pelo menos era possível falar com liberdade entre ambos os lados, se bem que os movimentos eram restritos. Foi nesse ano que foi instalada uma porta Székely (Székelykapu) em ambos os lados da fronteira, uma metade na parte eslovaca e a outra na parte ucraniana.

## Demografia
| Ano:        | 1994 | 2004   | 2014   | 2024   |
| ----------- | ---- | ------ | ------ | ------ |
| Broj ljudi: | 592  | 598    | 581    | 583    |
| Razlika:    |      | +1,01% | -2,84% | +0,34% |

| Ano:               | 2023 | 2024   |
| ------------------ | ---- | ------ |
| Número de pessoas: | 595  | 583    |
| Diferença:         |      | -2,01% |